# Jean V de Pontevès
Jean V de Pontevès, né en 1510 à Flassans et mort le 20 avril 1582 dans la même ville, dit le comte de Carcès, est un capitaine français des guerres de Religion, ayant opéré essentiellement en Provence. Ses partisans, catholiques intransigeants, sont les carcistes.

## Biographie
Le comte de Carcès, Jean de Pontevès, grand sénéchal et lieutenant du roi, était à la tête des catholiques les « Carcistes » ou « Marabouts », nom qui signifiait « cruels et sauvages ». Il combattit contre les Razats du maréchal de Retz qui s'appuyaient sur les seigneurs d’Oppède, d’Oraison et d’Allemagne. Les deux camps ravagèrent la Provence, brûlant, violant et perpétrant autres cruautés. Le Parlement d'Aix condamna d'abord la conduite des carcistes et permit de « courir sur eux et de les tailler en pièces ». À cet ordre, une partie de la Provence prit les armes et, en peu de jours, soixante-six carcistes périrent devant Cuers, quatre cents furent sabrés à Cabasse et autant trouvèrent la mort devant Lorgues. Toute la garnison du château de Trans fut passée au fil de l'épée et Carcès ne dut son salut qu'à l'arrivée en Provence de Catherine de Médicis.
Par lettres patentes du mois de mars 1571, la seigneurie de Carcès fut érigée en comté, avec remises des terres de Cotignac, Flassans, Porquerolles, Château-Neuf, Buoux, La Molle, Tavernes, Brue-Auriac, Artignosc, Tourtour, et avec pouvoir d'établir une lieutenance au siège de ce comté pour juger les premières appellations ressortissant au parlement d'Aix : siège qui fut établi le 22 novembre 1573. Ces faveurs furent accordées par le roi Charles IX à Jean V de Pontevès, pour le récompenser des services qu'il lui avait rendus pendant les guerres de religion.
En 1572, Il choisit Christophe de Villeneuve, Seigneur de Vaucluse, pour aller en ambassade auprès de Charles IX, afin d'obtenir la révocation de l'ordre concernant le massacre général des Protestants[Quoi ?]. Grâce à lui, et au concours puissant qu'il trouva auprès d'Honoré de Savoie, Grand Sénéchal du pays, le sang ne coula pas en Provence à la Saint-Barthélémy.
En 1574 (quatrième guerre de religion), il lève des troupes à Barjols pour contrecarrer l’action des Politiques alliés aux protestants. Ils sont rapidement arrêtés, et condamnés.
En 1575 (cinquième guerre de religion), il reprend les places prises par les protestants une à une.
Il fut successivement Capitaine général des galères, Gentilhomme ordinaire de la Chambre du Roi, Lieutenant du Roi en Provence et aux mers du Levant en 1560, Chevalier de Saint-Michel en 1562, Commandant de Provence le 3 août 1566, enfin Grand Sénéchal depuis le 16 octobre 1572.
Il fut également pendant toute sa vie le chef de la Noblesse de Provence. Sa statue orne la façade de la préfecture de Marseille.
Il se retire à Salon, laissant à son neveu, Hubert de Garde de Vins, le soin de continuer la lutte.